# Vygaudas Ušackas

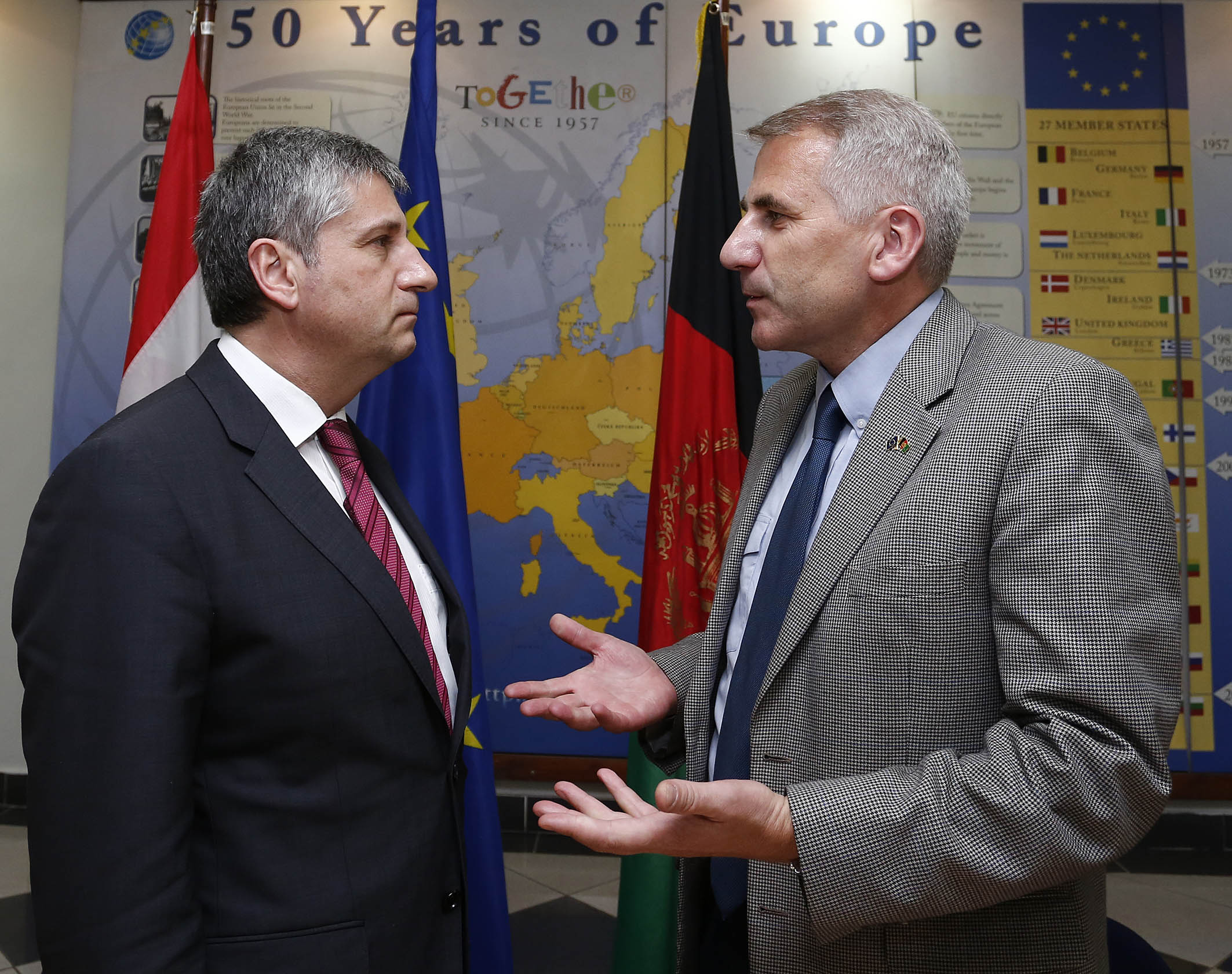
Vygaudas Ušackas (rechts) im Gespräch mit dem österreichischen Vizekanzler Michael Spindelegger, 2013

Vygaudas Ušackas (* 16. Dezember 1964 in Skuodas) ist ein litauischer Diplomat, Politiker und ehemaliger litauischer Außenminister.

## Leben
1982 absolvierte Vygaudas Ušackas die 2. Mittelschule Skuodas und 1990 das Studium der Rechtswissenschaften an der Universität Vilnius. 1989–1990 war er Studentenfunktionär, Vizepräsident des Studenten-Koordinationsrats Litauens. Ušackas studierte weiter Politikwissenschaften und Internationale Wirtschaft an der Universität Oslo (Norwegen) ab 1990 und Politik an der Universität Aarhus (Dänemark) ab 1991.
Vygaudas Ušackas war stellvertretender Außenminister von Litauen (1999–2000), Botschafter in den Vereinigten Staaten und dem Vereinigten Königreich (2006–2008). Ab Dezember 2008 bis Januar 2010 war er Außenminister der Republik Litauen. Er trat von diesem Amt am 21. Januar 2010 zurück und wurde am 26. Januar von Ministerpräsident Andrius Kubilius offiziell entlassen. Vorausgegangen war eine Kritik seitens der litauischen Präsidentin Dalia Grybauskaitė, die Ušackas öffentlich das Vertrauen entzogen und seine Absetzung empfohlen hatte. Gründe dafür waren wiederholte Meinungsverschiedenheiten zwischen der Präsidentin und dem Außenminister, unter anderem über die Interpretation des Berichts des Untersuchungsausschusses über geheime CIA-Gefängnisse in Litauen oder die Politik des Landes gegenüber dem Nachbarstaat Belarus. Nachfolger Ušackas' im Amt des Außenministers wurde im Februar 2010 Audronius Ažubalis. Zwischenzeitlich führte Rasa Juknevičienė kommissarisch das Ministerium.
Am 22. Februar 2010 wurde Vygaudas Ušackas von der  Hohen Vertreterin der EU für Außen- und Sicherheitspolitik Catherine Ashton zum neuen Sonderbeauftragten der EU für Afghanistan und Leiter der EU-Mission in Kabul ernannt. Von September 2013 bis Oktober 2017 arbeitete er als EU-Botschafter in Russland.
Im Sommer 2018 verkündete er seine Teilnahme  bei der Präsidentschaftswahl in Litauen 2019.  Bei der Kandidaten-Wahl in der konservativen Partei TS-LKD setzte sich die parteilose Ingrida Šimonytė gegen Ušackas mit 78,71 % Stimmen durch. Damit wurde Šimonytė offizielle Kandidatin der Tėvynės Sąjunga. Ušackas sah von einer Teilnahme bei der Präsidentschaftswahl als unabhängiger Kandidat ab und versprach seine Unterstützung von Šimonytė.
Er ist Mitglied der Tėvynės sąjunga.